# Icke-kloningsteoremet
Icke-kloningsteoremet säger att det är omöjligt att skapa en oberoende och identisk kopia av ett kvanttillstånd. Det har konsekvenser för kvantdatorer, t.ex. att det inte är möjligt att använda klassisk felrättande kod som bygger på redundans eller backups av tillstånd under en pågående beräkning, utan det krävs särskilda kvantalgoritmer som kringgår teoremet.